# The Guest Book
The Guest Book – amerykański serial telewizyjny (komedia, antologia) wyprodukowany przez Amigos de Garcia Productions, Studio T oraz CBS Television Studios, którego twórcą jest Greg Garcia. Serial jest emitowany od 3 sierpnia 2017roku przez TBS
Serial opowiada o gościach odwiedzających mały ośrodek wakacyjnych.

## Obsada

### Główna
- Charlie Robinson jako Wilfred[2]
- Carly Jibson jako Vivian[2]
- Lou Wilson jako Frank[2]
- Kellie Martin jako Kimberly Leahy[2]

### Role drugoplanowe
- Aloma Wright jako Emma[2]
- Garret Dillahunt jako dr Andrew Brown[2]
- Laura Bell Bundy jako Jessica[2]
- Trace Garcia jako Bryce
- Eddie Steeples jako Eddie[2]
- Margo Martindale jako Alice[2]
- Arjay Smith jako Arlo
- John Milhiser jako Woody
- Tipper Newton jako Sinnomin
- Melanie Mosley jako Kombucha
- Jack Donner jako Walter
- HoneyHoney jako Chubby's house band

### Gościnne występy
- Danny Pudi jako Tim[2]
- Jenna Fischer jako dr Laurie Galiff[2]
- Tommy Dewey jako Blake[2]
- Lauren Lapkus jako Sandy[2]
- Kimberly Hebert Gregory jako Trina
- Michaela Watkins jako Phyllis[2]
- Mary Lynn Rajskub jako Lynn[2]
- Henry Zebrowski jako Ethan
- Michael Rapaport jako Adam[2]
- Kate Micucci jako Gillian[2]
- Jaime Pressly jako Christy[2]
- Stockard Channing jako Jill[2]
- Andrew J. West jako Tommy[2]
- Affion Crockett jako Darnell
- Mikaela Hoover jako Bethany
- John Ortiz jako Paul[2]
- David Zayas jako David[2]
- Orson Bean jako Edgar
- Shannon Woodward jako Marla[2]
- Stephnie Weir jako Marcia[2]
- John Hennigan jako Steve

## Odcinki
| Sezon | Odcinki | Oryginalna emisja w TBS | Oryginalna emisja w TBS |
| Sezon | Odcinki | Premiera sezonu         | Finał sezonu            |
| ----- | ------- | ----------------------- | ----------------------- |
| 1     | 10      | 3 sierpnia 2017         | 28 września 2017        |

### Sezon 1 (2017)
| Nr | #  | Tytuł       | Reżyseria      | Scenariusz  | Premiera w TBS   |
| -- | -- | ----------- | -------------- | ----------- | ---------------- |
| 1  | 1  | Story One   | Michael Fresco | Greg Garcia | 3 sierpnia 2017  |
| 2  | 2  | Story Two   | Michael Fresco | Greg Garcia | 3 sierpnia 2017  |
| 3  | 3  | Story Three | Eyal Gordin    | Greg Garcia | 10 sierpnia 2017 |
| 4  | 4  | Story Four  | Samir Rehem    | Greg Garcia | 17 sierpnia 2017 |
| 5  | 5  | Story Five  | Samir Rahem    | Greg Garcia | 24 sierpnia 2017 |
| 6  | 6  | Story Six   | Michael Engler | Greg Garcia | 31 sierpnia 2017 |
| 7  | 7  | Story Seven | Eyal Gordin    | Greg Garcia | 7 września 2017  |
| 8  | 8  | Story Eight | Michael Engler | Greg Garcia | 14 września 2017 |
| 9  | 9  | Story Nine  | Greg Garcia    | Greg Garcia | 21 września 2017 |
| 10 | 10 | Story Ten   | Greg Garcia    | Greg Garcia | 28 września 2017 |

## Produkcja
Na początku sierpnia 2016 roku, stacja TBS ogłosiła zamówienie pierwszego sezonu  komedii od twórców "Dorastające nadzieje" Grega Garcia.
W styczniu 2017 roku, poinformowano, że do obsady dołączyli: Charlie Robinson, Carly Jibson, Lou Wilson, Kellie Martin, Aloma Wright, Garret Dillahunt, Laura Bell Bundy, Trace Garcia, Eddie Steeplesoraz Margo Martindale.
14 września 2017 roku, stacja TBS przedłużyła seria o drugi sezon.